# 珍內町

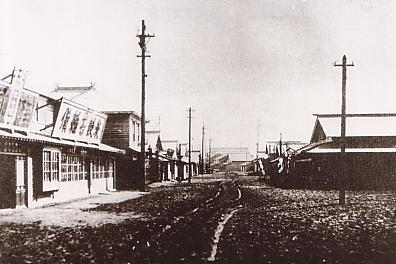
珍内的本町

珍內町（日语：〔〕／ Chinnai chō */?）是日本統治下的樺太廳的已不存在的一町。
名稱來自於阿伊努語的「cin-nay」（擴張的河流）。